# Hans Gregor

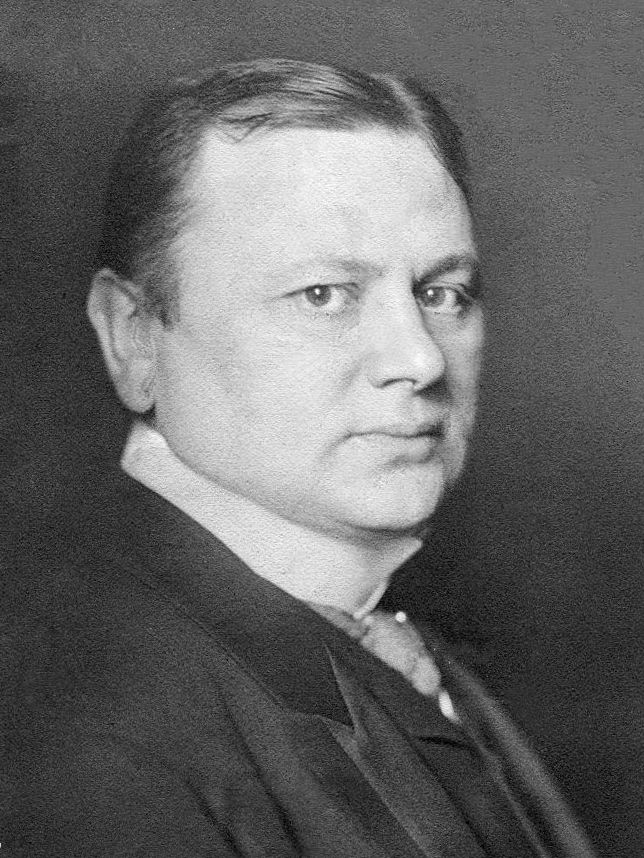
Hans Gregor, 1906

Hans Gregor (* 14. April 1866 in Dresden; † 13. August 1945 in Wernigerode) war ein deutscher Schauspieler, Regisseur und Theaterintendant.

## Leben
Nach dem Abitur ging Hans Gregor nach Berlin, um an der Königlich Technischen Hochschule Schiffbau zu studieren. Im Januar 1886 gründete er den Akademischen Segler-Verein in Berlin zusammen mit neun anderen Studierenden. Durch eine Bekanntschaft mit August Förster kam er schließlich in Berührung mit der Theaterwelt und beschloss, Schauspieler zu werden.
Gregor war Leiter verschiedener deutschsprachiger Bühnen, darunter von 1898 bis 1905 in Barmen und Elberfeld, von 1905 bis 1911 in Berlin und von 1911 bis 1918 in Wien. Er war Mitglied der Breslauer Vereinigten Johannisloge Zu den drei Totengerippen, Zur Säule und Zur Glocke.
1905 gründete er die privat geführte, erste Komische Oper in Berlin in der Friedrichstraße an der Weidendammer Brücke. Er setzte dort neue Maßstäbe in der Führung eines privaten Theaters. 19 Uraufführungen, sowie spektakuläre Aufführungen von Jacques Offenbachs Hoffmanns Erzählungen, Hugo Wolfs Der Corregidor, Frederick Delius’ Romeo und Julia auf dem Dorfe und Claude Debussys Pelléas und Mélisande brachte er an dieser Bühne heraus. Sein Konzept einer Kunst ohne Konvention, Vorurteile und Künstlereitelkeiten ging jedoch nicht auf.
1911 wurde er als Direktor an die K. K. Hofoper in Wien berufen und schloss sein defizitäres Berliner Unternehmen.
Eine völlige Novität für die K. K. Hofoper war, dass Hans Gregor über eine Agentur vermittelt worden war. Ungeachtet seines wirtschaftlichen Misserfolges in Berlin eilte ihm in Wien der Ruf eines „erfolgreichen Kunstmanagers“ voraus. Trotz der Kriegsjahre von 1914 bis 1918 erzielte er während seiner Direktionszeit auch tatsächlich große Erfolge. Höhepunkte waren dabei die Erstaufführung von Richard Strauss’ Der Rosenkavalier sowie Erstaufführungen von Richard Wagners Parsifal und Franz Schmidts Notre Dame. Das Ensemble erweiterte er durch Neuengagements von Maria Jeritza, Lotte Lehmann und Alfred Piccaver.
Eine der letzten Aufführungen unter der Direktion Gregor war Jenůfa von Leoš Janáček im Februar 1918. Diese Aufführung wurde als Konzession an die Tschechen im bereits zerfallenden Vielvölkerstaat der Habsburgermonarchie gewertet und von der deutsch-nationalen Presse nicht besonders positiv aufgenommen. Mit dem Ende der österreichisch-ungarischen Monarchie endete auch Gregors Amtszeit in Wien.
Er war mit der Sängerin Della Rogers in zweiter Ehe verheiratet und hatte anscheinend mehrere Söhne.